# Iraks konger
Irak blev oprætet som et mandatområde under Storbritannien i 1920. Monarkiet blev væltet i 1958. Iraks konger var:
- Faisal 1. (1921-33)
- Ghazi 1. (1933-39)
- Faisal 2. 1939-58)